# Aquarius najas
Aquarius najas – gatunek nawodnych pluskwiaków różnoskrzydłych z rodziny nartnikowatych i podrodziny Gerrinae.

## Taksonomia
Gatunek opisany został w 1773 roku przez Charlesa de Geera, jako Cimex najas.

## Opis
Samce osiągają od 11,5 do 13,5 mm, a samice od 14,8 do 17,5 mm długości ciała. Ciało czarne ze złocistym odcieniem. Przedpiersie, zapiersie i smuga na śródpiersiu żółte. Od A. paludum różni się brakiem paska wzdłuż przedplecza i zakończeniami bocznymi VII segmentu odwłoka nie sięgającymi poza jego koniec.

## Biologia i ekologia
Gatunek reofilny, preferujący zacienione odcinki mniejszych rzek i większych strumieni. Często występuje gromadnie. Jaja składa w kwietniu poniżej lustra wody.

## Rozprzestrzenienie
Gatunek europejski i północnozachodnioafrykański. W Europie wykazany został z Albanii, Austrii, Białorusi, Belgii, Bułgarii, Chorwacji, Czech, Danii, Estonii, Finlandii, Francji, Grecji, Hiszpanii, Holandii, Irlandii, byłej Jugosławii, Liechtensteinu, Litwy, Luksemburgu, Łotwy, Macedonii Północnej, Niemiec, Norwegii, obwodu królewieckiego, Polski, Portugalii, Rumunii, Rosji, Słowacji, Słowenii, Szwecji, Szwajcarii, Ukrainy, Węgier, Wielkiej Brytanii i Włoch.